# Sulkovec
Sulkovec (deutsch Sulkowetz) ist eine Gemeinde in Tschechien. Sie liegt vier Kilometer südwestlich von Bystré und gehört zum Okres Žďár nad Sázavou.

## Geographie
Sulkovec befindet sich in der Böhmisch-Mährischen Höhe am Fuße der Hügel Šubrtův kopec (746 m) und Kočího kopec (756 m) im Quellgebiet der Bäche Hrabovec und Nyklovský potok. Das mährische Dorf liegt südlich der historischen Grenze zwischen Mähren und Böhmen. Südöstlich erhebt sich der Horní les (Oberwald, 774 m).
Nachbarorte sind Nedvězí im Norden, Bystré und Hartmanice im Nordosten, Nyklovice im Osten, Dudkovice und Rovečné im Südosten, Polom im Süden, Veselí im Südwesten, Ubušínek im Westen sowie Nedvězíčko im Nordwesten.

## Geschichte
Das Dorf wurde im Zuge der Kolonisation der Grenzwälder zwischen Mähren und Böhmen angelegt. Seit dem 14. Jahrhundert gehörte es zur Burg Skály. Erstmals urkundlich erwähnt wurde der Ort im Jahre 1459. Im Jahre 1462 kam Sulkovec zur Herrschaft Pernstein. Nachdem die Herren von Pernstein das Dorf 1590 zusammen mit elf weiteren Dörfern der Umgebung verkauft hatten, wurde Sulkovec an die Herrschaft Kunstadt angeschlossen, zu der es bis 1848 gehörte. Während des Dreißigjährigen Krieges wurde das Dorf 1645 von den Schweden vollständig in Schutt und Asche gelegt. Das erste Schulgebäude entstand 1720 als ein einfacher Holzbau.
Nach der Aufhebung der Patrimonialherrschaften bildete Sulkovec ab 1850 eine Gemeinde im Bezirk Boskovice. 1949 kam die Gemeinde zum Okres Bystřice nad Pernštejnem. 1961 wurde Polom eingemeindet und die Gemeinde dem Okres Žďár nad Sázavou zugeordnet. 1964 kam noch Ubušínek als Ortsteil hinzu. Im Jahre 1968 war Sulkovec einer der Drehorte des Filmes Všichni dobří rodáci (Alle guten Landsleute) von Vojtěch Jasný. Ubušínek löste sich 1990 wieder los. Die Schule in Sulkovec wurde 2002 geschlossen.

## Ortsgliederung
Die Gemeinde Sulkovec besteht aus den Ortsteilen Polom und Sulkovec (Sulkowetz), die zugleich auch Katastralbezirke bilden.

## Sehenswürdigkeiten
- Kirche St. Gallus, der barocke Bau entstand in den Jahren 1735 bis 1736 an Stelle einer Kapelle
- Pfarrhaus, errichtet im Bauernbarockstil
- Statue des hl. Johannes von Nepomuk
- gusseisernes Kreuz
- Aussichtsturm auf dem Horní les
- Gebäude in Volksbauweise
- denkmalgeschützte Buche an der mährisch-böhmischen Grenze

## Persönlichkeiten
- Tomáš Juren (1750–1829), der evangelische Theologe und Vordenker der evangelischen Bewegung wirkte als Lehrer in Sulkovec
- Josef Kovařík (1863–1918), der Patriot und Volksliedersammler war ebenfalls Lehrer in Sulkovec
- Vítězslav Grmela (* 1920), der Theologe, Kunsthistoriker und Buchautor lebte von 1960 bis 1999 in Sulkovec